# Стівен Крашен
Стівен Крашен (англ. Stephen Krashen, нар. 14 травня 1941) — американський мовознавець, дослідник і активіст у галузі освіти, почесний професор педагогіки в Університеті Південної Каліфорнії.

## Кар'єра
Стівен здобув ступінь доктора лінгвістики в Каліфорнійському університеті в Лос-Анджелесі в 1972 році. Він є автором понад 486 публікацій у галузі вивчення другої мови, білінгвальної освіти та читання. Крашен пропагує вільне та цілеспрямоване читання у вивченні другої мови, яке, за його словами, є «найпотужнішим інструментом, який ми маємо у викладанні мови, першої чи другої».

## Модель п'яти гіпотез
Крашен разом із Трейсі Терреллом (англ. Tracy Terrell) запропонував «природний підхід» до вивчення граматики. Цей підхід базується на так званій моделі п'яти гіпотез.
1. Засвоєння граматики відбувається не через явне вивчення граматики, а інтуїтивно під час використання мови. (Гіпотеза засвоєння)
2. Засвоєння граматики можливе лише за допомогою лінгвістичного матеріалу, який трохи перевищує поточний мовний рівень учня. (Вхідна гіпотеза)
3. Свідоме абстрактне знання граматики слугує лише для перевірки правильності вивченого. (Контрольна гіпотеза)
4. Природа диктує найбільш сприятливу для навчання послідовність засвоєння граматики: Послідовність, у якій засвоюються лінгвістичні структури рідної мови, також є найбільш сприятливою для вивчення іноземної мови. (Гіпотеза природного порядку)
5. Мотивації, потреби, установки та емоції впливають на навчання, можуть перешкоджати або сприяти йому. Вони діють як афективний фільтр. (Гіпотеза афективного фільтра)

## Нагороди
- 1985: співлауреат премії Пімслера, що присуджується Американською радою викладачів іноземних мов за найкращу статтю, опубліковану за рік.
- 1986: його стаття «Латералізація, вивчення мови та критичний період» була обрана як «Клас цитованості за сучасним змістом» (Citation Class by Current Contents)
- 1982: лауреат премії Мілденбергера за книгу «Опановування другою мовою та вивчення другої мови» (видавництво Prentice Hall)
- 2005: Крашена включено до Зали слави Міжнародної асоціації читання.